# عسل‌خوار سینه‌رگه‌ای
عسل‌خوار سینه‌رگه‌ای (نام علمی: Territornis reticulata) گونه‌ای پرنده از تیرهٔ عسل‌خواران است. این گونه در جزیره تیمور یافت می‌شود. زیستگاه‌های طبیعی آن جنگل‌های پست نمناک نیمه‌گرمسیری یا گرمسیری، جنگل‌های حرای نیمه‌گرمسیری یا گرمسیری و جنگل‌های کوهستانی نمناک نیمه‌گرمسیری یا گرمسیری است.